# 히토마루마에역
히토마루마에역(일본어: 人丸前駅, ひとまるまええき)은 일본 효고현 아카시시에 있는 산요 전기철도 본선의 역이다. 역 번호는 SY 16이다.
역명은 역 북쪽의 히토마루야마 공원에서 유래한 것이다. 제3회 긴키의 역 백선에 선정되었다.

## 역 구조
섬식 승강장 1면 2선의 고가역이다. 각역 정차만 정차하지만 유효 길이는 길고 6량 편성분에 대응하고 있다. 개찰구는 지상에 1곳만 있다. 창구는 기본적으로 무인화되어 있다.
일본 표준시 자오선인 동경 135번 선이 통과하고 플랫폼의 서쪽에 동경 135도 자오선을 표시하는 선이 그어져 있다.

### 승강장
| 1 | ■ 본선(하행) | 아카시・히메지・아보시 방면 |  |
| 2 | ■ 본선(상행) | 스마・고베・오사카 방면     |  |

## 역 주변
역 북쪽을 병행한 곳에 서일본여객철도 산요 본선(JR 고베 선)이 통과하고 있다.
- 히토마루야마 공원
  - 가키노모토 신사(가키노모토노 히토마로)
  - 겟쇼지
  - 아카시 시 국립천문과학관
- 효고 현 자동차 운전면허 시험장
- 아카시 자오선 우체국 - 구・아카시오쿠라 우체국이 이전하고 2012년 6월 11일 개국.

## 역사
- 1917년 4월 12일: 효고 전기궤도의 시오야(현, 산요시오야) ~ 아카시에키마에(현, 산요아카시) ~ 아카시(이후 폐지) 구간 연장 시에 영업 개시.
- 1927년 4월 1일: 우지가와 전기에 의한 합병으로 본 회사의 역이 됨.
- 1933년 6월 6일: 우지가와 전기 철도 부문이 분리되어 산요 전기철도의 역이 됨.
- 1991년 4월 3일: 산요아카시 역과 동시에 고가화.
- 1995년
  - 1월 17일: 한신・아와지 대지진으로 산요 전철 본선이 불통이 되어, 본 역도 한때 영업 중지.
  - 1월 27일: 가스미가오카 ~ 산요아카시 구간의 운행 재개에 따라 영업 재개.

## 사진

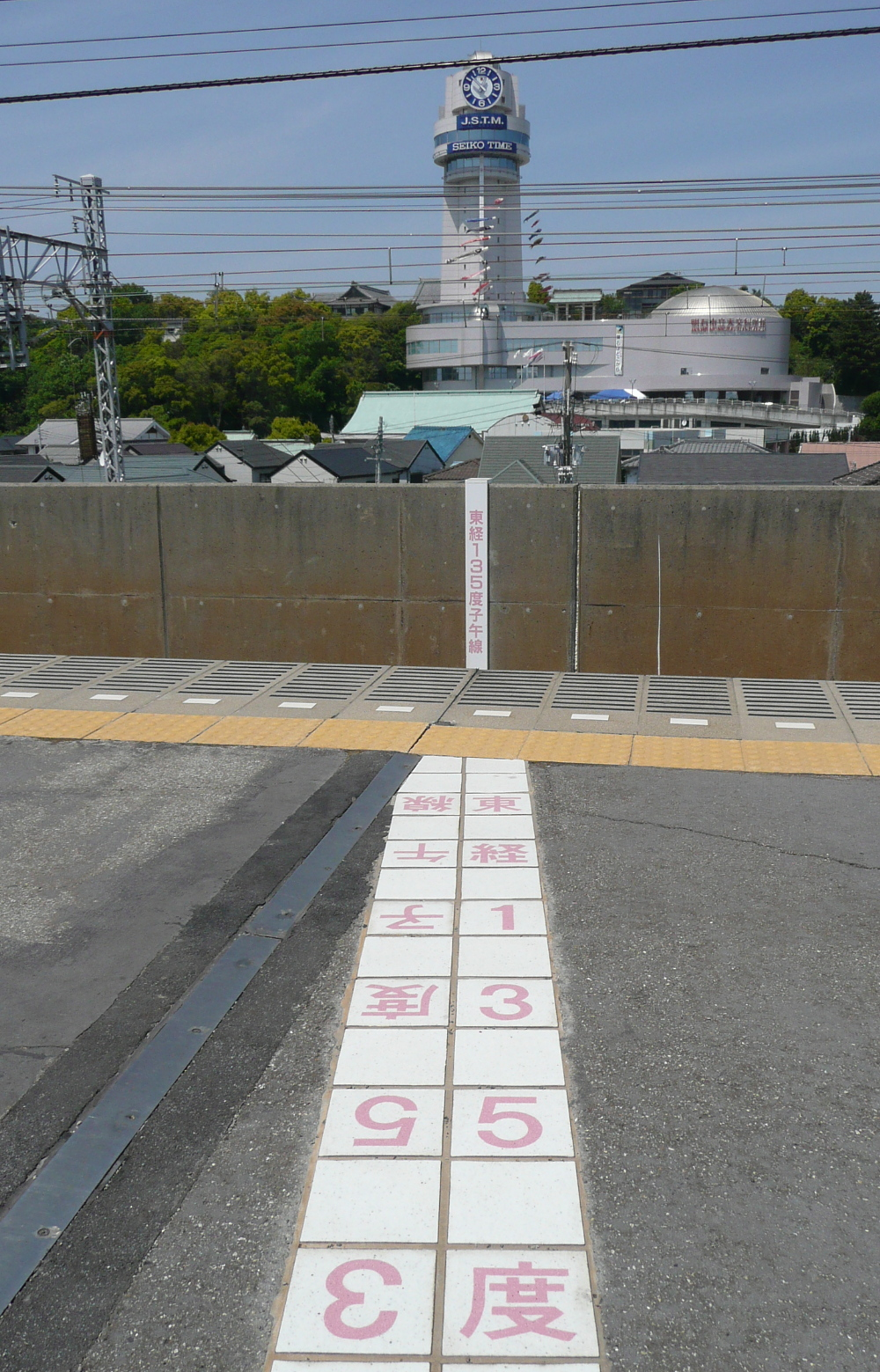
플랫폼 상의 동경 135번 자오선 표지

## 인접역
| 산요 전기철도 ■ 본선                   | 산요 전기철도 ■ 본선 | 산요 전기철도 ■ 본선             |
| -------------------------------------- | -------------------- | -------------------------------- |
| SY 15 오쿠라다니 우메다・니시다이 방면 | ■ 보통               | 산요아카시 SY 17 산요히메지 방면 |